# Magnus Carl Ferdinand Bogislaus von Schwerin
Magnus Carl Ferdinand Bogislaus von Schwerin (* 10. Oktober 1746 in Berlin; † 1. August 1810 in Frankenstein) war ein preußischer Oberst und zuletzt Kommandant der Festung Silberberg.

## Leben

### Herkunft
Er entstammte der pommerschen Adelsfamilie Schwerin. Seine Eltern waren der preußische Generalmajor Carl Magnus von Schwerin (1715–1775) und dessen Ehefrau Friederike Charlotte, geborene von Falcke (1715–1762).

### Militärkarriere
Schwerin ging 1762 in preußische Dienste und kam in das Füsilierregiment „von Grabow“ in Burg. Sein Vater war damals Kommandeur des Regiments. Im Dezember 1772 wurde er zum Premierleutnant befördert und nahm als solcher 1778/79 am Bayrischen Erbfolgekrieg teil. Im August kämpfte er unter dem Kommando des Grafen Hordt in Gabel.
Im Jahr 1789 wurde Schwerin Kapitän einer Grenadierkompanie und kam mit dem Regiment nach Glatz in Garnison. Während des Ersten Koalitionskrieges kämpfte er bei der Kanonade von Valmy und später an den Gefechten am Rhein. In der Zeit wurde er am 30. Oktober 1792 zum Major befördert. Im Jahr 1799 stieg Schwerin zum Kommandeur des Füsilierregiment „Gravert“ auf, dessen Chef der General von Gravert war. Am 9. Juni 1800 erfolgte seine Beförderung zum Oberstleutnant, am 31. Mai 1803 die zum Oberst und 1806 die Ernennung zum Kommandanten der Festung Silberberg. Im Vierten Koalitionskrieg erschienen am 26. Juni 1807 bayrische Rheinbundtruppen des IX. französischen Korps unter Jerome Bonaparte vor Silberberg. Die Aufforderung, sich zu ergeben, lehnte Schwerin ab, war aber zu Waffenstillstandsverhandlungen bereit. Während der Verhandlungen besetzten am 30. Juni die feindlichen Truppen die Stadt, plünderten die Bürgerhäuser und brannten sie nieder. Zu einer Übergabe der Festung kam es bis zum Frieden von Tilsit am 9. Juli nicht. Daher blieb Silberberg in der folgenden Friedenszeit in preußischer Hand.
Schwerin erhielt 1809 seinen Abschied mit Pension und starb am 1. August 1810 in Frankenstein.

### Familie
Er heiratete 1784 Friedrike Catharina von Löfen (1746–1815).

## Einzelnachweis
1. ↑  Eduard von Höpfner: Der Krieg von 1806 und 1807. Zweiter Theil: Der Feldzug von 1807. Vierter Band, Schropp, Berlin 1851, S. 432–441. Digitalisat

| Personendaten    | Personendaten                                                    |
| ---------------- | ---------------------------------------------------------------- |
| NAME             | Schwerin, Magnus Carl Ferdinand Bogislaus von                    |
| KURZBESCHREIBUNG | preußischer Oberst und zuletzt Kommandant der Festung Silberberg |
| GEBURTSDATUM     | 10. Oktober 1746                                                 |
| GEBURTSORT       | Berlin                                                           |
| STERBEDATUM      | 1. August 1810                                                   |
| STERBEORT        | Frankenstein                                                     |